# Iglesia del Socorro (Casabermeja)
La iglesia de Nuestra Señora del Socorro, en Casabermeja (provincia de Málaga, España) constituye un templo representativo de las parroquias rurales erigidas durante la Edad Moderna en el marco territorial de la diócesis de Málaga. En este sentido, el estudio de su planta refleja una serie de intervenciones, añadidos y modificaciones, motivados por causas tan dispares como el crecimiento demográfico o los cambios en los gustos artísticos. Ambos factores demuestran una evolución constructiva paralela al pulso de la vida de la población en que se integra el edificio.

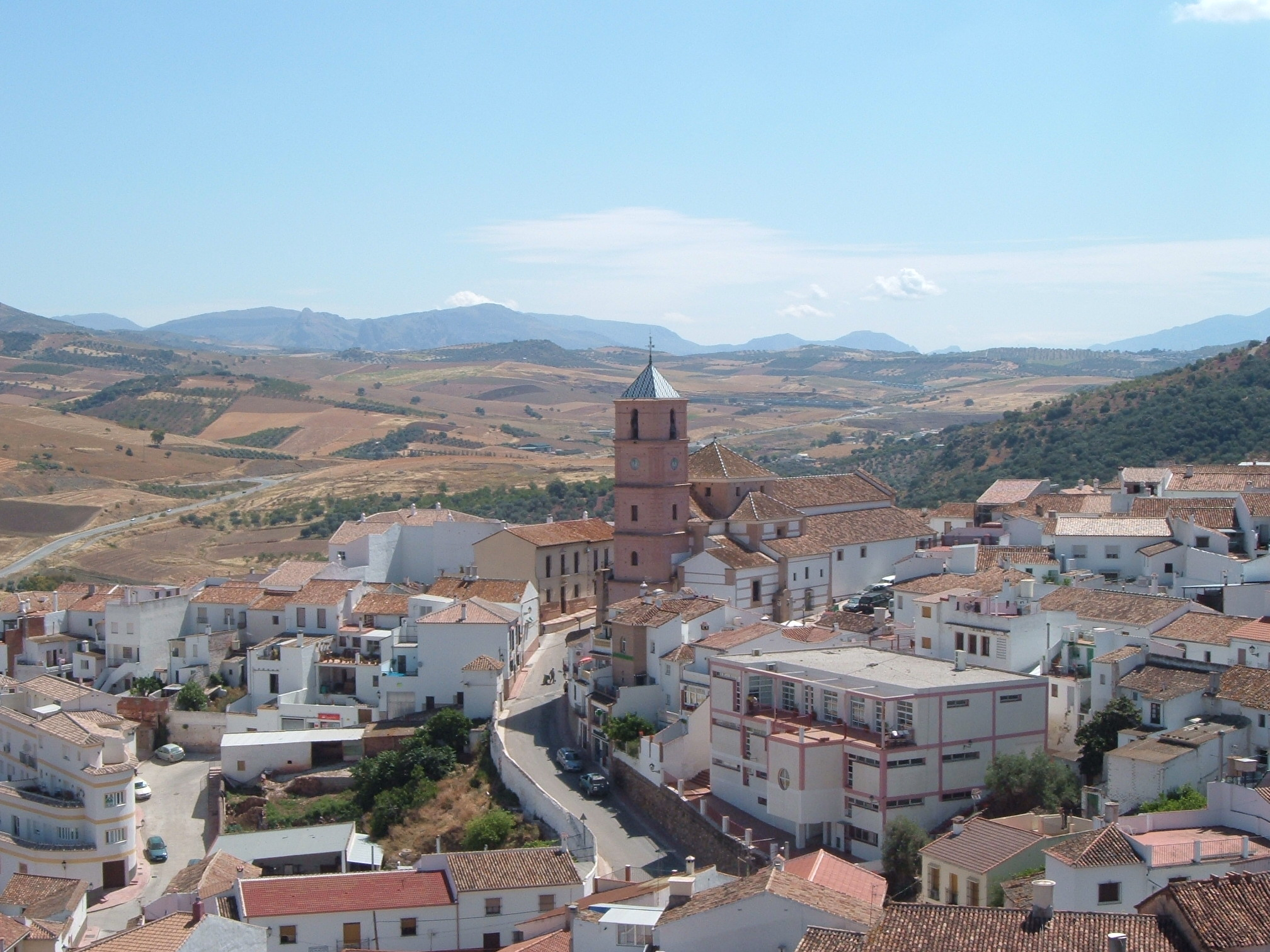
Vista de Casabermeja con la Iglesia del Socorro en el centro

## Historia
La autorización de repoblación de la zona a principios del siglo XVI, dio lugar a la construcción, en la primera mitad de ese siglo, de una iglesia dedicada a Nuestra Señora del Socorro, en torno a la cual se agrupó el caserío. En el siglo XVIII, el crecimiento de la población demandó la ampliación del inmueble que adquirió entonces lo fundamental de su configuración actual y la impronta barroca que conserva.

## Descripción
La iglesia de Casabermeja se encuentra en situación exenta y salvando un importante desnivel de la topografía, lo cual acrecienta la presencia urbana de sus grandes volúmenes constructivos y su alta torre campanario.
Posee planta de cruz latina, con tres naves y otra de crucero cubierta con una cúpula. La nave central es de altura más elevada que las laterales, al igual que ocurre con la del crucero, emergiendo sobre todas ellas la cúpula. En la cabecera se adosa el volumen formado por la torre campanario, cubierta por tejado a cuatro aguas, lo mismo que la cúpula del crucero sobre la que hay una veleta en forma de cruz griega con cruceta circular calada y los extremos rematados en forma de tridente. Junto a la citada cúpula se yuxtapone la sacristía, de altura muy similar a la del resto de la iglesia.
A ambos extremos de la nave del crucero se abren sendos camarines, poco perceptibles al exterior por suponer prolongaciones de la misma. A la nave de la Epístola se adosan otros dos camarines de los cuales, el más cercano al crucero forma al exterior un cubo más sobresaliente que los anteriores. No obstante, es el contiguo el que posee un carácter más significativo, ya que supone un volumen octogonal, claramente independizado de la estructura del edificio.
Los materiales empleados en la construcción de la iglesia son fundamentalmente lienzos de mampostería estucada nivelados con filas horizontales de ladrillo cocido, que también constituyen los ángulos del edificio. En los tejados se emplean las castizas tejas curvas. El único elemento realizado en piedra es la sencilla portada, compuesta de un arco de medio punto sobre impostas resaltadas. Un portón de madera de nogal y un cancel cierran y protegen el acceso.
En la fachada principal se acusa la organización interior. La mayor altura de la nave central se evidencia en el emergente frontón, moldurado en ladrillo y en el que se abre una claraboya circular. En el remate del frontón hay una cruz de hierro forjado cuyos brazos terminan en flores de lis. En el paño existente entre el frontón y la portada hay una ventana semicircular que ilumina el coro. Las naves laterales, más bajas y separadas de la central en la fachada por hileras de ladrillo, también tienen ventanas rectangulares que dan luz al baptisterio y a la almacería.
La torre, situada en la cabecera y realizada íntegramente en ladrillo, que se ofrece visto en su característico color bermejo, se compone de cinco cuerpos sobre impostas, cuadrado el de la base y con las esquinas matadas los restantes. El cuerpo central adorna sus chaflanes con ladrillos avitolados y el siguiente con pilastras cajeadas. Los huecos para las campanas (una fechada en 1861 y otra en 1915) se abren con arcos de medio punto y todo ello está cubierto por un chapitel muy apuntado de perfil quebrado.
En el ángulo del crucero que da a la nave de la Epístola y en el exterior, a una altura considerable, se localiza una hornacina abierta con un arco de medio punto y cubierta con una bóveda semiesférica. Sobre esta hornacina se sitúa el entablamento y después un frontón curvo partido que la remata. En este oratorio público se ostenta la Virgen de las Angustias, obra de terracota policromada.
También en la nave de la Epístola, y aprovechando el desnivel existente, se abre una cripta, de planta cuadrangular y cubierta con una bóveda de medio cañón achaflanada con lunetos. Esta se abre a la calle por una puerta y una ventana con sus correspondientes rejas, frente a las que se disponen los nichos: diecisiete hileras de tres de altura, actualmente todos vacíos.
En el interior de la iglesia, las tres naves se separan por austeros pilares cuadrangulares que sustentan arcos de medio punto. En los ángulos del crucero, despuntan sólidos pilares de orden toscano, cuyos capiteles forman un friso corrido con la línea del entablamento.
La nave central se cubre con bóveda de medio cañón con lunetos y arcos fajones, mientras el crucero se remarca con una bóveda hemisférica de ocho nervios levantada sobre pechinas. La sacristía es una estancia rectangular cubierta con bóveda de medio cañón con lunetos y arcos fajones rematados en placas. Las puertas por las que se accede y las de la alacena en ella existente son piezas de carpintería antigua.
Sobre el primer tramo de la nave central se sitúa el coro, al que se accede desde la almacería en la nave de la Epístola. En la nave del Evangelio está la Capilla Bautismal, con pila de piedra y mármol cuyo espacio se cierra con una reja. En el sotocoro, en la nave central al lado del Evangelio, hay una pila dieciochesca de agua bendita, de mármol blanco, y sujeta al muro con una pieza de perfil abalaustrado. El púlpito, de hierro fundido, se adosa al machón inmediato al crucero en el lado del Evangelio.
La crítica especialista ha fijado la construcción de los dos camarines situados en los brazos del crucero en torno a 1723. El de la nave del Evangelio el camarín, correspondiente a la antigua Capilla Sacramental y actualmente dedicado al Sagrado Corazón de Jesús, es sin duda el más suntuoso de los cuatro conservados aparte de ser el más rico en contenidos emblemáticos e iconográficos. En el acceso se conserva una puerta tallada del siglo XVIII. De planta interior octogonal, los muros del camarín se dividen en paños separados por columnas adosadas de orden compuesto, elevadas sobre plintos. En tres de los lados aparecen medallones y óculos ovales enmarcados por una decoración vegetal de rocallas, penachos y flores. Un entablamento denticulado con guirnaldas sostiene una bóveda octogonal aplastada, con sus correspondientes nervios decorados con jarras florales y guirnaldas de laurel que apuntan al florón de acantos de la clave, cuyos pétalos se rematan, a su vez, en pequeñas rosas.
Los plementos de la bóveda sirven de soporte material a un programa iconográfico de vertiente sacramental y mariana, integrado por distintos motivos escultóricos de yesería. En los segmentos laterales nudos vegetales de tallos de acanto delimitan sendas cartelas policromadas con fondo azul. En ellas aparece representado el pelícano, en alusión a los dos misterios encarnados por el Sacramento de la Eucaristía: el Sacrificio y la Resurrección, respectivamente. Los tres paños principales se reservan a una simbología mariológica. El central muestra un ostentoso blasón de rebordes apergaminados, sustentado por una cabeza de querubín, circundado por guirnaldas de flores y rematado en una corona imperial. En su interior se ostenta el anagrama del Ave María. A ambos lados, se sitúan dos ángeles mancebos arrodillados en actitud adorante, portando símbolos de la Realeza y Triunfo de la Virgen: una vara de azucenas y rosas, y una hoja de palma, respectivamente. Sobre la claraboya frontal del camarín, se dispone un jeroglífico mariano compuesto por un pozo flanqueado por cuatro cedros, representativos de las invocaciones de las letanías y del Cantar de los Cantares: Puteus acquarum vivarum («Pozo de aguas vivas») y Coedrus exaltata («Alta como el cedro»).
En la embocadura del camarín se conserva un retablo dieciochesco de madera dorada y policromada de banco, un cuerpo y ático con un sagrario de bronce del taller de Félix Granda.
El otro camarín del crucero, en la nave de la Epístola, es el de Jesús Nazareno. Como sucede con el antes comentado, su estructura consta de dos estancias contiguas, de las cuales una hace las veces de sacristía o ropero para el ajuar de la imagen.
El camarín propiamente dicho es de planta lobulada, con plementos separados entre sí por pilastras con capitel de placas. El ritmo curvilíneo que sacude el movimiento de paños cóncavos y convexos se plasma en el contraste visual establecido entre las pequeñas oquedades ubicadas en cada uno de los ocho lóbulos y los fragmentos de estilóbato que sobresalen del muro. Un entablamento sencillo, con decoración pictórica de tallos de acanto, y un conjunto de curiosas trompas aveneradas dispuestas en los ángulos, sustentan una bóveda de gajos de la que arranca otra más pequeña, cruzada por ocho nervios. De esta pequeña cúpula se desgrana una ornamentación pintada con sencillos motivos de margaritas.
Este camarín conserva, en relativo buen estado, la solería primitiva, compuesta de ladrillo rojo y pequeños azulejos cuadrangulares, de bicromía blanquiazul, dispuestos sobre el pavimento, según un esquema radial. Estilísticamente, se trata de piezas muy comunes en la arquitectura dieciochesca andaluza, poseyendo un gran sabor popular y una sugestiva fantasía compositiva.
El camarín de la Virgen de los Dolores es uno de los construidos en la nave de la Epístola, ya ultimado el siglo XVIII, posiblemente en la década de 1790. Presenta planta circular con pilastras corintias cajeadas y adosadas al muro. En los paños intermedios se alternan claraboyas ovales rodeadas de festones y lazadas con paramentos lisos, decorados con guirnaldas de laurel sujetas por cintas. Un delgado friso, ornamentado con cintas y florones, marca la transición a un entablamento denticulado. Sobre él descansa una bóveda semiesférica, subdividida por ocho nervios rematados en capitel mensulado, los cuales se incrustan en un medallón festoneado por guirnaldas de helechos y laureles, dispuestas en forma estrellada.
El contiguo camarín de la Piedad también adopta una planta centralizada. La superficie del muro se vertebra mediante pilastras cajeadas y adosadas de orden compuesto, con capiteles parcialmente dorados. Una serie de óculos abocinados circulares se alternan con paños completamente cegados. En estos últimos aparece una estilizada decoración de yeserías, a base de jarrones de los que nacen ramificaciones y penachos de acanto y guirnaldas de laurel y flores. Sobre un cornisamento denticulado descansa una bóveda semiesférica, compartimentada por ocho nervios cajeados que emergen de un medallón central, con jugosa decoración de acantos que derrama flores y hojas de helechos sobre los segmentos. Este camarín conserva el pavimento de azulejería original. El diseño describe una malla romboidal de reminiscencia mudejarizante. Distintos motivos florales y vegetales se intercalan con núcleos romboidales de reborde alabeado. Una brillante policromía de tonos verdes, blancos, azules, amarillos y anaranjados realzan la vistosidad del conjunto. Son también de interés las puertas de cuarterones y tallas conservadas en los accesos a este camarín y al de la Virgen de los Dolores.